# Lymnaea
Limnées, Lymnées
Genre
Les limnées ou lymnées (Lymnaea) sont un genre de mollusques, des gastéropodes d'eau douce de la famille des Lymnaeidae.

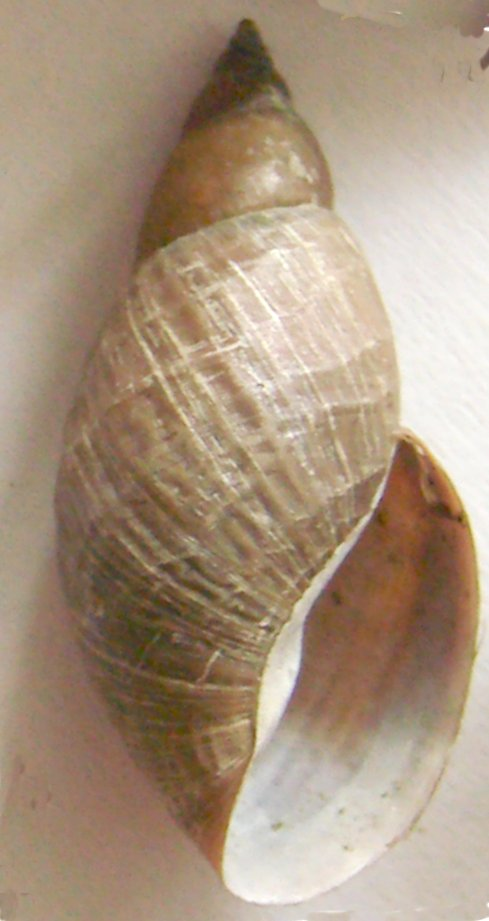
Coquille de limnée.

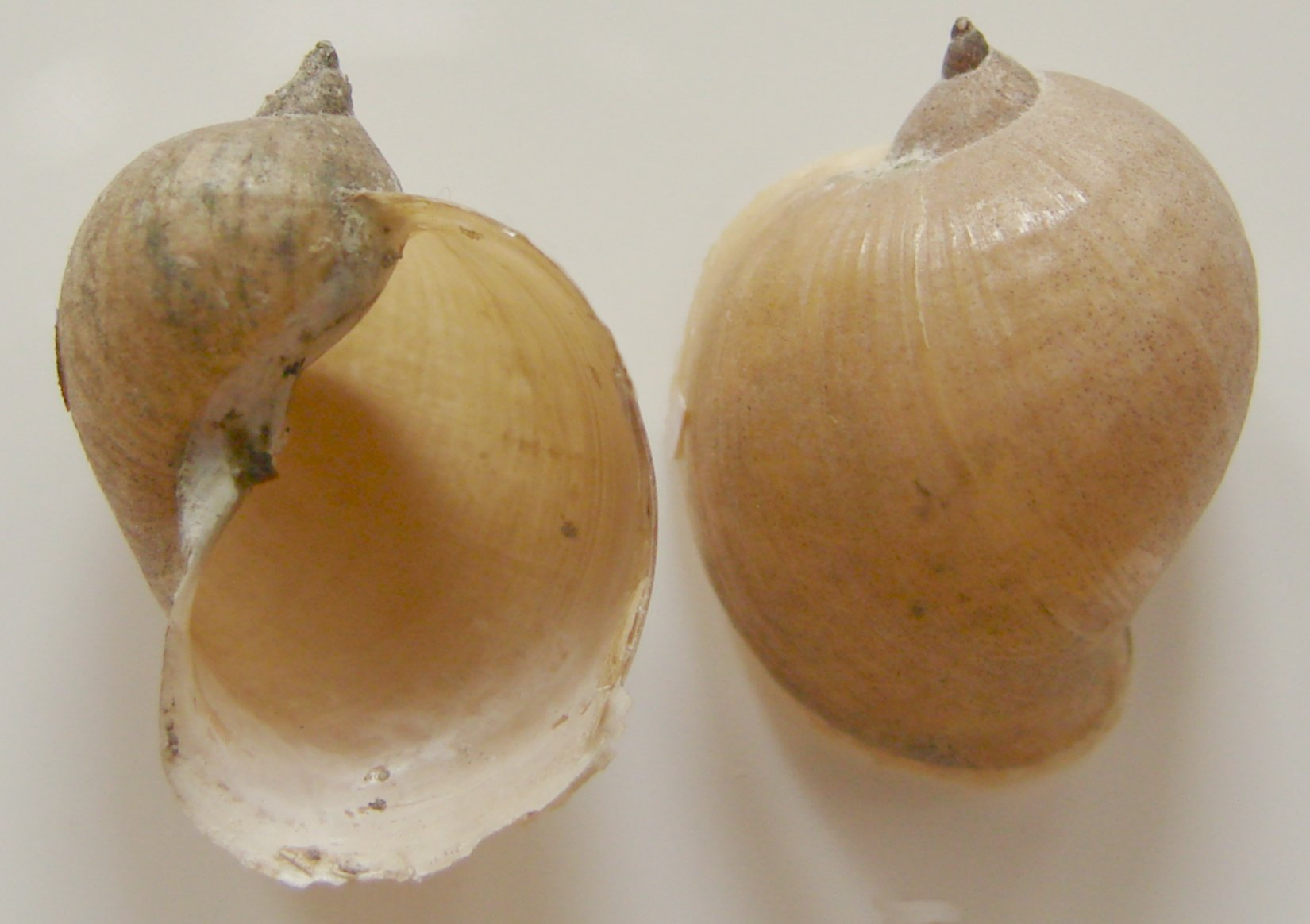
Coquille de Lymnaea auricularia.

## Alimentation
Les limnées mangent surtout les algues microscopiques et les bactéries qui prolifèrent sur les plantes aquatiques et en aquarium sur les parois. Elles consomment également les algues ou les biofilms qui se forment en surface des eaux eutrophes stagnantes. Elles consomment des déchets organiques voire des plantes aquatiques quand elles n'ont pas d'autres nourriture à disposition, ce qui est évité en aquarium, en leur donnant des comprimés pour poissons phytophages ou de la salade bouillie.

## Reproduction
Pour s'accoupler, les limnées se superposent et chacune féconde celle qui est placée immédiatement en dessous d'elle. Chaque limnée pond sur une plante ou une paroi une cinquantaine d'œufs adhésifs, visqueux, transparents, groupés en boudins de 3 à 5 cm de long. Cette ponte peut se reproduire tous les deux jours en été.
Quelque dix jours après la ponte, les jeunes limnées brisent la membrane qui les tient encore prisonnières. Elles se dispersent et grandissent assez rapidement si le milieu leur est favorable. Chaque mois leur coquille s'agrandit d'une spire jusqu'à la taille adulte qui est de sept spires.

## Respiration
Comme les escargots terrestres, les limnées sont dotées d'un poumon, mais ne disposent d'aucun organe permettant une respiration dans l'eau. Leur mode de vie étant principalement aquatique, elles doivent remonter régulièrement à la surface pour respirer. La limnée se rapproche de la surface, fixée à un végétal aquatique. Sur son flanc, un siphon (sorte de tube) s'ouvre et permet ainsi le renouvellement de l'air dans son poumon.

## Parasites
Comme d'autres mollusques aquatiques, la limnée abrite des parasites. Elle véhicule notamment un des stades de développement de la grande douve du foie, de la distomatose hépatique, des parasites du genre Trichobilharzia, apparentés aux vers plats, dont l’hôte final est le canard, mais dont les larves (cercaires) peuvent toucher les baigneurs (dermatite du baigneur : démangeaison de la peau et infections aux points de pénétration).

## Liste d'espèces
D'après ITIS et l'article homologue anglais de Wikipédia :
- Lymnaea atkaensis, Dall, 1884
- ! Lymnaea auricularia, Linnaeus, 1758 - Nom actuel : Radix auricularia
- Lymnaea columella
- Lymnaea emarginata, Say
- ! Lymnaea ovata syn Limneus ovatus Draparnaud, 1805 (ou Limnée ovale ou commune) - Nom actuel : Radix balthica syn Radix ovata (Draparnaud, 1805)
- Lymnaea palustris (= Stagnicola palustris), O.F.Müll., 1774
- ! Lymnaea peregra (ou Limnée voyageuse), O.F.Müll., 1774 - Nom actuel : Radix peregra syn  Radix labiata (Rossmässler, 1835)
- Lymnaea stagnalis (ou Grande limnée ou Lymnée stagnale), (Linnaeus, 1758)
- Lymnaea tomentosa tomentosa Pfeiffer, 1855
- Lymnaea tomentosa hamiltoni Dall, 1956
- ! Lymnaea truncatula (ou Limnée tronquée ou petite limnée) - Nom actuel : Galba truncatula
- Lymnaea vulnerata Küster, 1862

## Élevage
Les limnées sont faciles à élever et sont pour cette raison parfois utilisées par les enseignants ou comme animal de laboratoire. En général elles préfèrent les eaux lentes, fraîches et abondamment plantées. La petite limnée (Galba truncatula) peut être élevée comme nourriture d'appoint pour grands cichlidés (par exemple les tilapias) et les tortues aquatiques.
La limnée ovale ou commune (Radix balthica), dont l'élevage est aisé en aquarium, se rend utile en supprimant les algues collées sur les vitres.
L'accouplement n'est pas réciproque, une seule limnée assume le rôle de mâle. Protégé par une membrane relativement solide, la capacité d'extension et de torsion de cet escargot atteste son évolution. Seul point faible, la limnée ne possède pas d'opercule pour se protéger quand elle se rétracte dans sa coquille.